# آرثر شربورن هاردي
آرثر شربورن هاردي (بالإنجليزية: Arthur Sherburne Hardy)‏ هو مهندس ودبلوماسي أمريكي، ولد في 13 أغسطس 1847 في Andover, Massachusetts ‏ في الولايات المتحدة، وتوفي في 14 مارس 1930 في وودستوك ‏ في الولايات المتحدة.